# OR5A2
OR5A2 (англ. Olfactory receptor family 5 subfamily A member 2) – білок, який кодується однойменним геном, розташованим у людей на короткому плечі 11-ї хромосоми. Довжина поліпептидного ланцюга білка становить 324 амінокислот, а молекулярна маса — 36 016.
| 10         |  | 20         |  | 30         |  | 40         |  | 50         |
| ---------- |  | ---------- |  | ---------- |  | ---------- |  | ---------- |
| MAVGRNNTIV |  | TKFILLGLSD |  | HPQMKIFLFM |  | LFLGLYLLTL |  | AWNLSLIALI |
| KMDSHLHMPM |  | YFFLSNLSFL |  | DICYVSSTAP |  | KMLSDIITEQ |  | KTISFVGCAT |
| QYFVFCGMGL |  | TECFLLAAMA |  | YDRYAAICNP |  | LLYTVLISHT |  | LCLKMVVGAY |
| VGGFLSSFIE |  | TYSVYQHDFC |  | GPYMINHFFC |  | DLPPVLALSC |  | SDTFTSEVVT |
| FIVSVVVGIV |  | SVLVVLISYG |  | YIVAAVVKIS |  | SATGRTKAFS |  | TCASHLTAVT |
| LFYGSGFFMY |  | MRPSSSYSLN |  | RDKVVSIFYA |  | LVIPVVNPII |  | YSFRNKEIKN |
| AMRKAMERDP |  | GISHGGPFIF |  | MTLG       |  |            |  |            |

A: Аланін

C: Цистеїн

D: Аспарагінова кислота

E: Глутамінова кислота

F: Фенілаланін

G: Гліцин

H: Гістидин

I: Ізолейцин

K: Лізин

L: Лейцин

M: Метіонін

N: Аспарагін

P: Пролін

Q: Глутамін

R: Аргінін

S: Серин

T: Треонін

V: Валін

W: Триптофан

Кодований геном білок за функціями належить до рецепторів, g-білокспряжених рецепторів, білків внутрішньоклітинного сигналінгу. 
Локалізований у клітинній мембрані, мембрані.